# Bad Boys Blue
Bad Boys Blue (с англ. — «Плохие парни в синем») — немецкая евродиско-группа, образованная в Кёльне в 1984 году лейблом звукозаписи Coconut Records. Группа за свою историю выпустила 18 альбомов, около тридцати хит-синглов, попавших в чарты многих стран мира, в том числе в США, и 39 сборников.

## История

### 1984—1989
Bad Boys Blue возникла летом 1984 года в Кёльне (Германия) после того, как авторы и продюсеры Тони Хендрик и Карен ван Хаарен (Карин Хартманн), владеющие независимым рекорд-лейблом Coconut Records, стали искать исполнителей для записи сингла L.O.V.E. In My Car. Специально для этой песни они решили начать совершенно новый проект. Первоначально поиск исполнителей вели в Лондоне, но затем кто-то из знакомых порекомендовал продюсерам кандидатуру выходца из США Эндрю Томаса (род. 20 мая 1946, Лос-Анджелес, США), музыканта и диджея, живущего в Кёльне. Эндрю, в свою очередь, познакомил продюсеров с Тревором Тэйлором (род. 11 января 1958, Монтего-Бей, Ямайка), а Тревор привёл в группу Джона МакИнерни (род. 7 сентября 1957, Ливерпуль, Англия). Первоначально группу хотели назвать «Bad Guys», затем «Bad Boys», но остановились на «Bad Boys Blue», из-за явной аллитерации, поэтому же музыканты выступали в сценических костюмах синего цвета.
Дебютный сингл L.O.V.E. In My Car группа выпустила в сентябре 1984 года. Ведущий вокал принадлежал Эндрю Томасу. Пластинка пользовалась определённым успехом на дискотеках и в клубах, но в чарты не попала. Это была первая и последняя сингл-композиция, которую исполнял Эндрю, продюсеры решили, что Тревор Тэйлор будет исполнять ведущий вокал в следующих композициях. Настоящий успех к трио пришёл только весной 1985 года, когда следующий сингл You’re A Woman произвёл настоящий фурор во многих европейских странах, моментально оказавшись в первой десятке лучших песен. В Германии сингл достиг восьмого места и почти четыре месяца не покидал немецкий Top20. В этом же году был выпущен первый студийный альбом Hot Girls, Bad Boys. На нём лидирующий вокал в большинстве песен (кроме L.O.V.E. In My Car) принадлежал Тревору Тэйлору. Практически сразу же после выхода дебютного альбома Bad Boys Blue стали популярны в СССР наряду с другой немецкой группой Modern Talking.
В 1987 году во время записи сингла Come Back And Stay продюсеры приняли решение сменить ведущего вокалиста на Джона МакИнерни. Это была первая композиция, в которой большую часть исполняли Джон и Лиан Ли. С этих пор своеобразный вокал Джона стал визитной карточкой группы. Перемены привели к проблемам внутри группы, вследствие чего в 1989 году Тревор Тэйлор оставил коллектив, чтобы заняться сольной карьерой (музыкант скончался от инфаркта 19 января 2008 года в Кёльне). Замену ему нашли в лице Тревора Баннистера (род. 5 августа 1965, Грембсби, Англия).

### 1989—1997

Участники группы Bad Boys Blue (1989—1993) (слева направо): Эндрю Томас, Тревор Баннистер и Джон МакИнерни

В новом составе группа выпускает 4 альбома — The Fifth, Game Of Love, House Of Silence, Totally. После чартового успеха сингла Save Your Love (синглу удалось достичь восемьдесят первого в чарте американского музыкального журнала Billboard). В 1991 году группа выступает в Советском Союзе. В 1992 году был выпущен сборник под названием More Bad Boys Best. Он включал в себя лучшие композиции с 1989—1992, а также некоторые раритеты ранее не выпускавшиеся: новая версия Kiss You All Over, Baby в исполнении Джона, концертная версия Lady In Black и специальный ремикс You’re A Woman в исполнении Джона МакИнерни и Тревора Баннистера.
1993 год был переломным в карьере группы. На этот раз группу оставил Баннистер. В 1993 году Bad Boys Blue совершили тур по Африке с певцом Оуэном Стэндингом (Owen Standing), который никогда не был официальным членом группы. Тогда же музыканты приняли решение сменить рекорд-лейбл и перешли на подразделение музыкального концерна EMI — Intercord. Coconut в это время выпускает сингл Kiss You All Over, Baby (версия была взята из сборника More Bad Boys Best), который рекламировал альбом под названием Kiss. Он был действительно специфичен, так как включал 6 новых фирменных композиций, новые версии Kiss You All Over, Baby и I Live, оригинальную версию Kisses And Tears (My One And Only), новый ремикс I Totally Miss You и испанскую версию Save Your Love под названием Aguarda Tu Amor.
В качестве дуэта Эндрю Томас и Джон МакИнерни записывают и выпускают на Intercord свой первый альбом с новыми авторами и продюсерами, в числе которых можно было найти Рико Новарини (Rico Novarini), участника популярного евроденс-коллектива Masterboy. Пластинка To Blue Horizons вышла в 1994 году, но не смогла повторить прежний успех группы.
В 1995 году к группе присоединился Мо Рассел (род. 15 марта 1956, Аруба). В 1996 году выходит альбом Bang Bang Bang, также записанный на Intercord.

### 1998—2005
В 1998 году на волне успеха воссоединившихся «Modern Talking» продюсеры Тони Хендрик и Карин Хартманн выпускают сингл «You’re A Woman ’98», который внезапно попадает в чарты некоторых европейских стран. Это побуждает музыкантов «Bad Boys Blue» вновь вернуться на «Coconut». Контракт с лейблом продлился до 2001 года. За это время коллектив успел выпустить четыре альбома и сменить Мо Рассела на другого музыканта — Кевина МакКоя (род. 21 января 1971, Виргиния, США). Однако продюсеры «Coconut» не захотели продлить сотрудничество с группой. В результате вплоть до лета 2002 года «Bad Boys Blue» были вынуждены сосредоточиться на гастрольной деятельности и поисках нового рекорд-лейбла.
Затем известный евроденс-продюсер Давид Брандес («E-rotic», «Xanadu», Fancy, Chris Norman, «Vanilla Ninja», «Gracia»), который уже имел опыт сотрудничества с «Bad Boys Blue» во время работы над альбомами Back (1998) и Continued (1999) предложил группе, вновь превратившейся в дуэт (Кевин МакКой покинул коллектив в январе 2003 года), перейти под крыло своей небольшой независимой компании «Bros Music». Результатом плодотворного сотрудничества стал альбом Around the World (2003 год). Брандес планировал начать работу над новыми песнями для группы, но потерял к ней интерес после того, как внезапно во многих европейских странах стал очень популярен его другой проект — эстонский женский рок-квартет «Vanilla Ninja».
В следующем году (2004) Bad Boys Blue проводили время на рекламных концертах в Германии, США, России, Украине и Венгрии.
За это время напряжённые отношения между Джоном МакИнерни и Эндрю Томасом привели к тому, что Эндрю Томас в январе 2005 года ушёл из группы (музыкант скончался от рака 21 июля 2009 года в Кёльне). В следующих месяцах 2005 года Джон МакИнерни проводит концерты в Германии, России и Турции. В 2005 году был выпущен первый DVD группы под названием «1985 — 2005 Video Collection», сборники: «You’re A Woman — Hit Collection Vol. 1», «The Best Of — Hit Collection Vol. 2», «Greatest Hits Remixed», «Hungry For Love», «Greatest Hits» (2 CD) и переизданы два более ранних сборника: Completely Remixed и «Dancing With The Bad Boys».

### 2006—2011
В январе 2006 года в состав «Bad Boys Blue» вошёл новый участник — Карлос Феррейра (род. 11 апреля 1969, Мозамбик).
21 апреля 2006 года на канале польского телевидения «TVP 2» в программе «Pytanie na śniadanie» состоялась премьера ремикса «You’re A Woman ’2006», созданного польским музыкантом и диджеем. Сингл под таким названием планировался к релизу летом того же года, однако так и не вышел, поскольку имел мало общего с оригиналом.
В августе 2007 года был выпущен сборник под названием «Bad Boys Best». Трек-лист был таким же, как и в «Bad Boys Best 2001». В сентябре 2007 года был выпущен DVD Bad Boys Blue под названием «Bad Boys Best Videos». Трек-лист был тем же, что и в «1985 — 2005 | Video Collection».
С 2007 года МакИнерни и Феррейра работают вместе с новой авторско-продюсерской командой «MS Project». Это дуэт музыкантов-электронщиков, образованный Антуаном Бланком (Antoine Blanc) и Йоханном Перрье (Johann Perrier) в Париже в конце 2001 года. До сотрудничества с коллективом они занимались продюсированием своих работ и работ других исполнителей. Результатом сотрудничества с «Bad Boys Blue» стал альбом Heart & Soul, релиз которого состоялся 13 июня 2008 года почти в двадцати странах, включая Россию (первоначально фирмой-дистрибьютером «Никитин» был выпущен «облегчённый» вариант из 14 треков вместо 17 и с упрощённым оформлением). Heart & Soul во многом является посвящением России, которой посвящены две композиции — «Russia In My Eyes» и кавер-версия «Those Were The Days». Выход альбома предварял релиз сингла «Still In Love» (выпущен 20 мая 2008 года), который изначально предполагался быть цифровым. В сингл вошли ремиксы производства Almighty, DJ Alex Twister & DJ Elkana/DJ Moraz.
В мае 2009 года в качестве цифрового релиза был выпущен сингл «Queen Of My Dreams».
19 июня 2009 года Coconut Music и Sony Music BMG выпустили специальный ремикс-альбом под названием Rarities Remixed. Альбом содержит современные ремиксы на некоторые хит-синглы и альбомные композиции.
30 октября 2009 года Coconut Music и Sony Music BMG выпустили специальный сборник под названием «Unforgettable», посвящённый оригинальным участникам «Bad Boys Blue», которые умерли — Тревору Тэйлору и Эндрю Томасу.
13 августа 2010 года был выпущен сингл под названием «Come Back And Stay Re-Recorded 2010», включающий в себя ремиксы производства MS Project, Alex Twister, Spinnin Elements & Almighty. 27 августа 2010 года был выпущен юбилейный альбом под названием «25» (25 перезаписанных хитов, 7 новых ремиксов и бонусный DVD).
В сентябре 2011 года Джон МакИнерни принял решение закончить работу с Карлосом Феррейрой.
В октябре 2011 года к группе присоединился Кенни «Krayzee» Льюис, известный по работам с C.C.Catch, Touché и Mark ‘Oh, но уже в конце 2011 года МакИнерни принял решение закончить работу с ним.

### 2012—2020
21 сентября 2012 года Coconut Music выпустили DVD под названием «Live On TV».
19 декабря 2013 года Арбитражный суд города Москвы вынес решение против компании, незаконно использующей название «Bad Boys Blue» при организации выступлений музыкального коллектива, состоящего из неустановленных лиц, тем самым подтвердив, что Джон МакИнерни — единственный участник оригинального состава группы «Bad Boys Blue».
12 июня 2015 года Coconut Music, Pokorny Music Solutions и Sony Music к 30-летию группы выпустили сингл «You’re A Woman 2015», который включает ремиксы, выпущенные High Tide, Энди Матерном, Split Mirrors, Krzysiek Palich и Адамом Покорным. 26 июня 2015 года те же лейблы выпустили к 30-летию группы альбом «30», который включает новые версии синглов (ремастеринг с оригинальных 24-трековых магнитофонных лент), несколько новых версий хитов, а также некоторые неизданные ремиксы и демо-треки.
4 марта 2017 года во время российских гастролей в Томске Джон МакИнерни попал в ДТП. Солист получил перелом бедра и почти месяц пробыл в местной больнице, после чего проходил реабилитацию в Польше. МакИнерни поблагодарил томских врачей в видеообращении и в июне следующего года вновь прибыл в Томск, чтобы дать для них бесплатный концерт.
«Tears Turning To Ice» (рус. «Слёзы превращаются в лёд») — шестнадцатый полноформатный студийный альбом легендарной немецкой евродиско группы Bad Boys Blue (BBB), вышедший 23 октября 2020 года, на лейбле Bros Music, принадлежащий крупной звукозаписывающей компании Sony Music Entertainment и базирующегося в Германии. Жанровое поле в миксе: eurodisco / synthpop [futurepop, retrowave, electropop] / eurohouse, с явно выраженным стилем europop.
Альбом спродюсирован руководителем рекорд-лейбла Bros Music и известным западногерманским продюсером Дэвидом Брандесом, учеником Тони Хендрика, продюсера, стоящего у истоков создания Bad Boys Blue. Итак, продюсер Дэвид Брандес снова в деле! Легенда 90-х, автор хитов для E-Rotic, Fancy, Bad Boys Blue, Dance 4 Color, Dschinghis Khan, Missing Heart и множества других проектов вернулся на музыкальную сцену. Альбом «Tears Turning To Ice» — его четвёртая работа с Bad Boys Blue (до этого Брандес брал бразды правления в свои руки на альбомах «Back» (1998), «…Continued» (1999) и «Around The World» (2003)). Также, Брандесу содействовал немецкий продюсер, сонграйтер и клавишник Феликс Дж. Гаудер. Джон МакИнерни — фронтмен и один из оставшихся участников старого состава группы и его друг Дэвид Брендес, как в старые добрые времена снова объединились и записали новый музыкальный материал.
Пятнадцатый альбом «Heart & Soul» был выпущен 13 июня 2008 года.
После вышел альбом Bad Boys Blue «Tears Turning To Ice» 2020 года.
В настоящее время группа Bad Boys Blue — это Джон МакИнерни и две бэк-вокалистки — Сильвия МакИнерни, жена Джона, и Эдит Миракл. Группа выступает на многих шоу в таких странах, как Германия, Польша, Великобритания, Финляндия, Израиль, Россия, Румыния, Венгрия, Эстония, Литва, Латвия, Украина, Казахстан, Турция, США, Чехия, Сербия, Хорватия, Беларусь, Италия, Испания и других.

## Участники
- Джон МакИнерни (1984 — настоящее время)

Бывшие участники
- Эндрю Томас[46] (1984-2005) — умер 21 июля 2009 года
- Тревор Тэйлор (1984-1989) — умер 19 января 2008 года
- Тревор Баннистер (1989-1993)
- Мо Рассел (1995—1999)
- Кевин МакКой (2000—2003)
- Карлос Феррейра (2006—2011)
- Кенни Krayzee Льюис (2011)

Временная шкала

## Дискография

### Альбомы
- 1985 — Hot Girls, Bad Boys (Coconut) (# 50 — Германия[47], # 9 — Швейцария[48], # 30 — Швеция[49], # 12 — Финляндия)
- 1986 — Heart Beat (Coconut)
- 1987 — Love Is No Crime (Coconut) (# 12 — Финляндия)
- 1988 — My Blue World (Coconut) (# 48 — Германия[47], # 20 — Финляндия)
- 1989 — The Fifth (Coconut) (# 2 — Финляндия (золото)[50])
- 1990 — Game of Love (Coconut) (# 7 — Финляндия (золото)[50])
- 1991 — House of Silence (Coconut) (# 5 — Финляндия (золото)[50])
- 1992 — Totally (Coconut) (# 83 — Германия[47], # 15 — Финляндия)
- 1993 — Kiss (Coconut) (# 32 — Финляндия)
- 1994 — To Blue Horizons (Intercord Ton GmbH) (# 83 — Германия[47], # 25 — Финляндия)
- 1996 — Bang Bang Bang (Intercord Ton GmbH)
- 1998 — Back (Coconut) (# 28 — Германия[47], # 2 — Финляндия (золото, платина)[50])
- 1999 — …Continued (Coconut) (# 38 — Германия[47], # 21 — Финляндия)
- 1999 — Follow The Light (Coconut) (# 80 — Германия[47])
- 2000 — Tonite (Coconut)
- 2003 — Around the World (Bros Music) (# 43 — Германия[47], # 27 — Финляндия)
- 2008 — Heart & Soul (Modern Romantics Productions) (# 24 — Sales Chart Польша, # 70 — Album & Compilations Sales Chart Польша, # 5 — Euro-HiNRG Top 10 Albums Chart, # 50 Венгрия)
- 2020 — Tears Turning To Ice (Bros Music)

### Синглы
- 1984 — «L.O.V.E. In My Car»
- 1985 — «You’re A Woman» (# 8 — Германия, # 1 — Австрия[51], # 2 — Швейцария, # 6 — Швеция, # 19 — Нидерланды, # 47 — Франция, # 1 — Польша, # 1 — Израиль, # 4 — Бельгия[52], # 6 — Финляндия)[53]
- 1985 — «Pretty Young Girl» (# 29 — Германия, # 14 — Австрия[51], # 30 — Швейцария, # 6 — Польша, # 24 — Бельгия[52], # 9 — Швеция)[53]
- 1986 — «Bad Boys Blue»
- 1986 — «Kisses And Tears (My One And Only)» (# 22 — Германия, # 26 — Швейцария, # 8 — Польша, # 15 — Финляндия)[53]
- 1986 — «Love Really Hurts Without You» (# 26 — Польша)[53]
- 1986 — «I Wanna Hear Your Heartbeat >Sunday Girl<» (# 14 — Германия, # 21 — Швейцария, # 25 — Польша, # 15 — Финляндия)[53]
- 1987 — «Gimme Gimme Your Lovin' >Little Lady<»
- 1987 — «Kiss You All Over, Baby»
- 1987 — «Come Back And Stay» (# 18 — Германия, # 13 — Финляндия)[53]
- 1988 — «Don’t Walk Away Susanne» (# 44 — Германия, # 20 — Польша)[53]
- 1988 — «Lovers In The Sand» (# 42 — Германия)[53]
- 1988 — «Lovers In The Sand (Remix)» (# 42 — Германия)
- 1988 — «A World Without You >Michelle<» (# 17 — Германия, # 13 — Польша)[53]
- 1988 — «A World Without You >Michelle< (Remix)» (# 17 — Германия)
- 1988 — «Hungry For Love» (# 26 — Германия, # 16 — Финляндия)[53]
- 1989 — «Hungry For Love (Hot-House Sex Mix)» (# 26 — Германия)
- 1989 — «Lady In Black» (# 16 — Германия, # 6 — Финляндия)
- 1989 — «A Train To Nowhere» (# 27 — Германия, # 9 — Польша, # 11 — Финляндия)[53]
- 1990 — «Mega-Mix vol. 1 (The Official Bootleg Megamix, vol. 1)»
- 1990 — «Queen Of Hearts» (# 28 — Германия, # 28 — Польша, # 3 — Финляндия)[53]
- 1990 — «How I Need You» (# 33 — Германия, # 4 — Польша, # 15 — Финляндия)[53]
- 1991 — «Jungle In My Heart» (# 41 — Германия, # 19 — Польша)
- 1991 — «House Of Silence» (# 5 — Финляндия)
- 1992 — «Save Your Love» (# 16 — Германия, # 12 — Финляндия, # 81 — США)[53]
- 1992 — «I Totally Miss You» (# 2 — Финляндия)
- 1993 — «I Totally Miss You» (США, промо)
- 1993 — «A Love Like This»
- 1993 — «Kiss You All Over, Baby» (# 16 — Финляндия)
- 1993 — «Go Go (Love Overload)» (# 7 — Финляндия)[53]
- 1994 — «Luv 4 U» (# 19 — Финляндия, # 40 — US Hot Dance Club Play)
- 1994 — «What Else?»
- 1994 — «Dance Remixes»
- 1995 — «Hold You In My Arms»
- 1996 — «Anywhere»[53]
- 1998 — «You’re A Woman ’98» (# 52 — Германия, # 17 — Финляндия)[53]
- 1998 — «The Turbo Megamix» (# 73 — Германия, # 9 — Финляндия)[53]
- 1998 — «From Heaven to Heartache»
- 1998 — «The Turbo Megamix vol. 2» (# 73 — Германия)
- 1998 — «Save Your Love `98» (Испания)
- 1998 — «Come Back And Stay ’98» (Финляндия, промо)
- 1999 — «The-Hit-Pack»
- 1999 — «Never Never» (Финляндия, промо)
- 1999 — «Hold You In My Arms»
- 2000 — «I’ll Be Good»
- 2003 — «Lover On The Line» (# 72 — Германия)[53]
- 2003 — «Baby Come Home» (промо)
- 2004 — «Babe» (промо)
- 2005 — «Hits E.P.» (Испания)
- 2008 — «Still In Love» (# 18 — Ballermann Charts, # 7 — TOP 50 Soundhouse Charts, # 5 — Disco & Pop Soundhouse Charts, # 1 — European DJ Charts Top30, # 45 — Euro-HiNRG Top 50 Club Chart, # 232 — TopHit.ru TopHit 100[54])[53]
- 2009 — «Still In Love» (Almighty Remixes) (Великобритания, промо)
- 2009 — «Queen Of My Dreams» (# 17 — Германия/ DJ TOP 100, # 31 — Euro-HiNRG Top 50 Club Chart)
- 2010 — «Come Back And Stay Re-Recorded 2010»[53]
- 2015 — «You’re A Woman 2015»[53](# 30 немецкий pop chart)
- 2018 — «Queen Of My Dreams (Recharged)»
- 2020 — «With Our Love» (с Tom Hooker и Scarlett)
- 2020 — «Killers»
- 2021 — «Tears Turning To Ice (Remix)»

### Сборники
- 1988 — «The Best Of — Don’t Walk Away Suzanne» (Испания)
- 1989 — «Bad Boys Best» (#14 Germany[47])
- 1989 — «Super 20»
- 1991 — «You´re A Woman (Star Collection)»
- 1991 — «The Best Of» (Финляндия)(# 1 Финляндия (золото, платина)[50])
- 1992 — «More Bad Boys Best»
- 1992 — «More Bad Boys Best vol. 2»
- 1993 — «Dancing With The Bad Boys»
- 1993 — «Bad Boys Blue» (США)
- 1994 — «All Time Greatest Hits» (ЮАР)
- 1994 — Completely Remixed (Coconut)
- 1998 — «With Love From… Bad Boys Blue… — The Best Of The Ballads»
- 1999 — «Portrait»
- 1999 — «Pretty Young Girl»
- 2001 — «Bad Boys Best 2001»
- 2001 — «The Very Best Of» (Великобритания и ЮАР)
- 2003 — «In The Mix»
- 2003 — «Gwiazdy XX Wieku — Największe Przeboje» (Польша)
- 2004 — «Hit Collection vol. 1 — You’re A Woman»
- 2004 — «Hit Collection vol. 2 — The Best Of»
- 2004 — «The Best Of» (Россия)
- 2005 — «Hungry For Love»
- 2005 — «Greatest Hits» (2 CD) (Австрия)
- 2005 — «Greatest Hits Remixed» (Австрия)
- 2005 — «The Biggest Hits Of» (ЮАР)
- 2006 — «Hit Collection» (3 CD BOX) (Австрия)
- 2008 — «The Single Hits (Greatest Hits)»
- 2009 — Rarities Remixed (Coconut/Sony Music)
- 2009 — «Unforgettable»
- 2010 — «Bad Boys Essential» (3 CD) (Польша)
- 2010 — 25 (The 25th Anniversary Album) (2 CD + DVD) (Coconut/Modern Romantics Productions/Sony Music)
- 2014 — «The Original Maxi-Singles Collection» (2 CD)
- 2015 — «The Original Maxi-Singles Collection Volume 2» (2 CD)
- 2015 — 30 (2 CD) (Coconut/Pokorny Music Solutions/Sony Music)
- 2017 — «The Best Of» (Польша)
- 2018 — Heart & Soul (Recharged) (Modern Romantics Productions)
- 2018 — «Super Hits 1» (Россия)
- 2018 — «Super Hits 2» (Россия)
- 2019 — «My Star»

### DVD
- 2005 — «1985-2005 | Video Collection» (Edel)
- 2007 — «Bad Boys Best Videos» (SMD)
- 2008 — «1985-2005 | Video Collection» (Select Musiek) (ЮАР)
- 2012 — «Live On TV» (Coconut)

### VHS
- 1990 — «Bad Boys Best» (BMG/Coconut)
- 1993 — «Love Overload» (Intercord)
- 1998 — «Bad Boys Best ’98» (BMG/Coconut)

### Видеоклипы, не вошедшие в официальные сборники клипов
- 1994 — «Go Go (Love Overload)»
- 1996 — «Anywhere»
- 2003 — «Lover On The Line»
- 2013 — «Come Back And Stay 2010 (MS Project RMX — Recut 2013)»
- 2013 — «Come Back And Stay 2010 (Alex Twister Edit — Recut 2013)»
- 2015 — «You’re A Woman 2015»
- 2020 — «Killers»